# Иртыш, превращающийся в Иппокрену
Иртыш, превращающийся в Иппокрену, (рус. дореф. Иртышь, превращающійся въ Иппокрену, ежемѣсячное сочиненіе издаваемое отъ Тобольскаго Главнаго Народнаго Училища) — журнал, издававшийся в 1789—1791 годах в Тобольске на средства Тобольского приказа общественного призрения. Считается первым журналом, издававшимся в Сибири.
Издавался в типографии тобольского купца Корнильева. Инициатива создания и редакторство принадлежит Панкратию Сумарокову. Редакция журнала была возложена на учителей Тобольского главного народного училища, которые в то же время являлись и главными сотрудниками журнала. В работе журнала участвовал Александр Радищев, который с 1790 по июль 1791 года находился в ссылке в Тобольске. Кроме него, в журнале участвовали Панкратий Сумароков, Наталья Панкратьевна Сумарокова, И.И. Бахтин, Иван Лафинов, С. И. Лафинов, Прудковский, Мамин, Михаил Пушкин, Тимофей Воскресенский, Бухаретин Апля Маметев. В журнале были напечатаны первые известные произведения ссыльного крепостного поэта Николая Смирнова.
Журнал содержал публицистику и художественные произведения тобольских авторов, а также перепечатки и переводные статьи из столичных и иностранных изданий. Вся оригинальная проза журнала исчерпывается несколькими речами, прославляющими деяния Екатерины II и немногими малосодержательными пьесами. Несколько богаче по содержанию и количеству был поэтический отдел журнала.
Выходил ежемесячно с сентября 1789 года по 1791 год. В 1790 год журнал издавался только первые 8 месяцев.
Тираж издания составлял 300 экземпляров. Журнал успеха не имел. Несмотря на почти принудительную подписку, в 1789—1790 годах «Иртыш» расходился в количестве 186 экземпляров, а в 1791 году — только в 106 экземпляров. Нераспроданные номера раздавали ученикам Тобольского народного училища.